# Symphonie no 28 de Michael Haydn
Pour les articles homonymes, voir Symphonie no 28.
La Symphonie no 28 en do majeur, Opus 1 no 2, Perger 19, Sherman 28, MH 384, est une symphonie de Michael Haydn. Composée le 28 septembre 1784, cette œuvre majeure est l'une des trois symphonies publiées de son vivant chez l'éditeur Artaria en 1785.

## Analyse de l'œuvre
Elle comporte trois mouvements:
1. Allegro spiritoso
2. Rondeau: Un poco adagio, en fa majeur
3. Fugato: Vivace assai

Durée de l'interprétation : environ 24 minutes.

## Instrumentation
La symphonie est écrite pour deux hautbois, deux bassons, deux cors, deux trompettes, timbales, cordes.